# Квистелли, Антонио
Антонио Квистелли (итал. Antonio Quistelli; 15 апреля 1950, Бари — 11 мая 1998, Бари) — итальянский борец греко-римского стиля. Участник летних Олимпийских игр 1976 года, бронзовый призёр чемпионата Европы 1974 года.

## Биография
Антонио Квистелли родился 23 августа 1949 года в итальянском городе Бари.
Выступал в соревнованиях по греко-римской борьбе за «Маццакане» из Бари и «Полиспортиву Либертас» из Мольфетты. Трижды становился абсолютным чемпионом Италии.
Дважды участвовал в чемпионатах мира. В 1970 году в Эдмонтоне и в 1971 году в Софии.
В 1974 году завоевал бронзовую медаль чемпионата Европы в Мадриде в весовой категории до 48 кг.
В 1976 году вошёл в состав сборной Италии на летних Олимпийских играх в Монреале. В весовой категории до 48 кг в первом раунде на 3-й минуте проиграл туше Халилу Рашиду Мохамедзаде из Ирана, во втором был дисквалифицирован на 6-й минуте за пассивность в поединке со Стефаном Ангеловым из Болгарии и выбыл из турнира.
Умер 11 мая 1998 года в Бари.